# Беркарар (торговый центр)
«Беркарар» (туркм. Berkarar) — крупнейший в Туркменистане торгово-развлекательный центр. Комплекс расположен в южной части Ашхабада, на пересечении проспектов 10 йыл Абаданчылык и Ататюрка. Построен в 2014 году. Общая площадь составляет 17,5 га. Рядом с торгово-развлекательным центром разместилась и смежная с ним 12-этажная круглая башня делового центра «Беркарар».

## Общая информация
Введен в эксплуатацию 26 декабря 2014 года при участии Президента Туркменистана Гурбангулы Бердымухамедова.
Объект впервые возведен консорциумом туркменских частных строительных компаний. В проект было вложено 541 500 000 туркменских манатов.
Имеется 1300 мест на парковках. В торговом центре расположено более 340 магазинов. На 3 и 4 этажах расположены рестораны и кафе.

## Архитектура

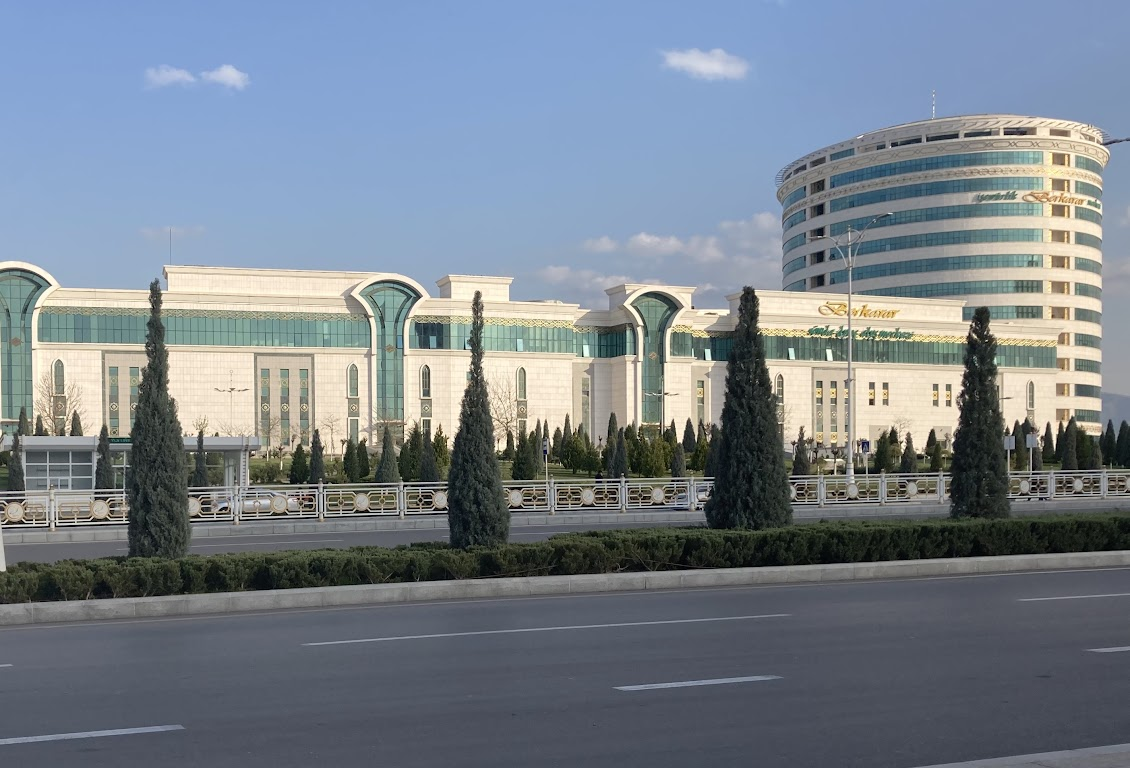
Здание ТРЦ «Беркарар»

Здание торгового центра состоит из трёх основных торговых галерей — центральная, проходящая через остекленные атриумы с естественным освещением и две боковые от нее галереи, которые в свою очередь соединяют три небольшие вертикальные по отношению к центральной галереи. Галереи выходят к главному атриуму овальной формы. Внутреннюю центральную часть торгового центра украшают атриум во всю высоту здания с искусственным водопадом и панорамными лифтами.